# Wilhelmstraße 2b (Bernburg)

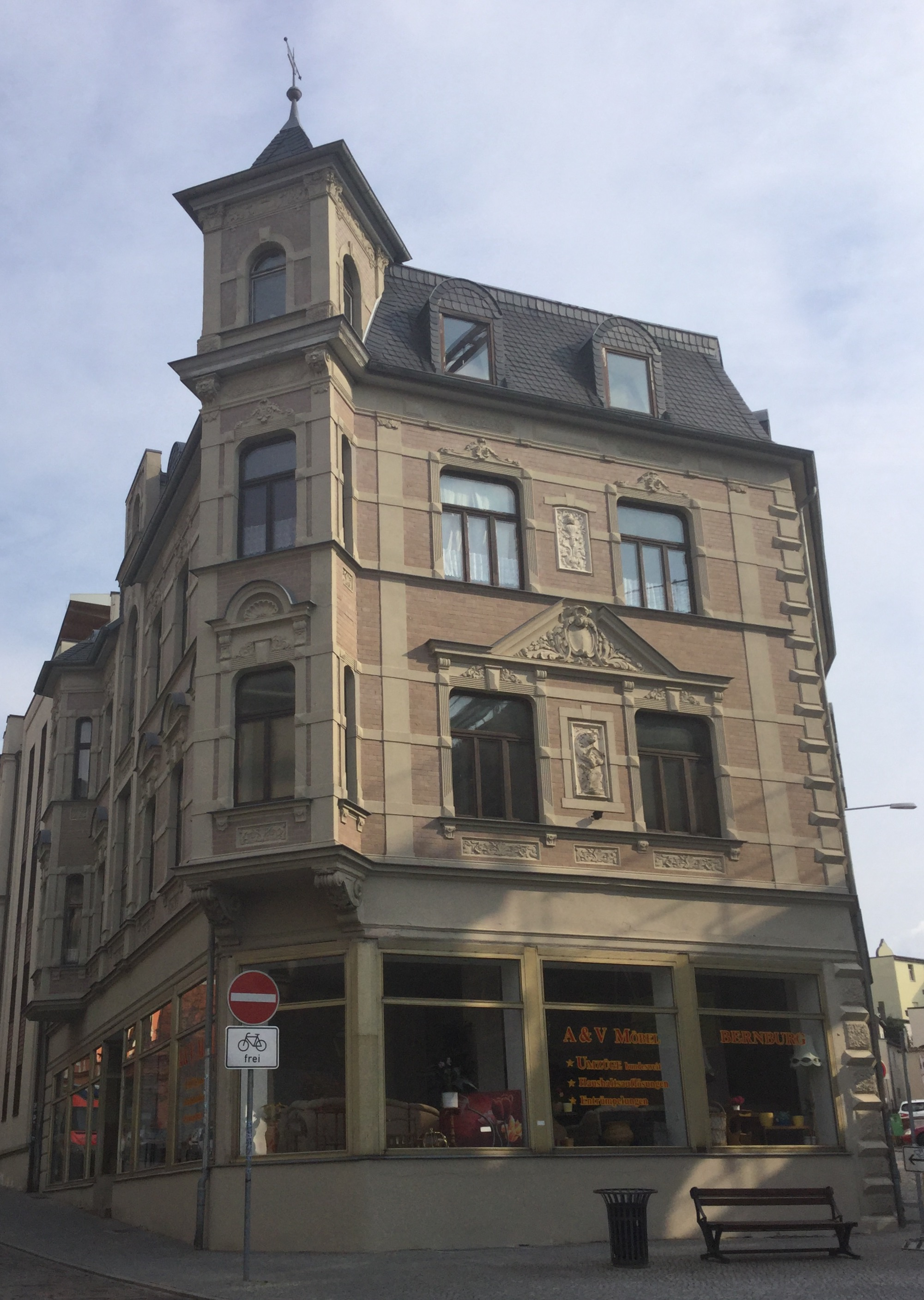
Wilhelmstraße 2b

Das Gebäude Wilhelmstraße 2b ist ein denkmalgeschütztes Wohn- und Geschäftshaus in Bernburg in Sachsen-Anhalt.
Es befindet sich in der Bernburger Bergstadt am westlichen, unteren Ende der Wilhelmstraße. Es befindet sich auf der Südseite der Straße in einer markanten Ecklage an der Einmündung des Kugelwegs und der Wilhelmstraße auf den westlich angrenzenden Saalplatz in direkter Verlängerung des Verlaufs der Saalebrücke.
Das dreigeschossige repräsentativ gestaltete Gebäude entstand in der Zeit um 1900. Die Ecklage wird von einem Erker betont, der sich vor den beiden oberen Geschossen und dem Dachgeschoss erstreckt.
Im Denkmalverzeichnis für die Stadt Bernburg ist das Wohnhaus unter der Erfassungsnummer 094 60750 als Baudenkmal eingetragen.